# Quinto milénio a.C.
O quinto milénio a.C. abrangeu o período entre os anos 5.000 a.C. e 4.001 a.C.. Viu a disseminação da agricultura a partir do Oriente Próximo e em todo o sul da Europa Central.
Culturas urbanas na Mesopotâmia e na Anatólia florescem, desenvolvendo a roda. Ornamentos de cobre se tornam mais comuns, marcando o período Calcolítico. Pecuária se espalha em toda a Eurásia, alcançando a China. A população mundial cresce um pouco, talvez de 5 para 7 milhões de pessoas.

## Culturas
- Cultura Badari no Nilo (c. 4400 – 4000 a.C.).
- Cultura de Maikop.
- Cultura de Yangshao.
- Cultura Merimde no Nilo (c. 4570 – 4250 a.C.).
- Egito pré-dinástico.
- Cultura de Samarra.
- Cultura Sredny Stog.
- Cultura Lengyel no Leste Europeu.
- Período de al-Ubaid.
- Civilização Cicládica no Mar Egeu.
- Cultura Yumuktepe no sul da Anatólia.

## Eventos
- c. 5000 a.C. - Cultivo da mandioca nos vales da Colômbia; e de milho e feijão no México.
- c. 5000 - 2000 a.C. - Período Neolítico na China.
- c. 4900 - 4600 a.C. - Modalidades de valas circulares são construídas na Europa Central. O Círculo de Goseck foi construído em c. 4900 a.C..
- c. 4714 a.C - 4713 a.C - Começo da Data Juliana.
- 1º de Janeiro de 4713 a.C. - É definida a data para o começo do sistema de contagem de data conhecido como Data Juliana.
- c. 4500 a.C. - A aldeia de Choirokoitia data deste período.
- c. 4300 a.C. - A Theta Boötis se torna a estrela mais visível desde o Polo celeste. Foi substituída por Thuban em 3942 a.C..
- c. 4250 a.C. - 3750 a.C. - Disposições de menires são construídas nas Rochas de Carnac, França.
- c. 4100 a.C. - 3500 a.C. - São construídos os templos megalíticos de Ġgantija na Ilha de Malta.
- Estende-se à Idade dos Metais.
- Formam-se, na Mesopotâmia, variados povoados agrícolas, como Sealk, na região da Pérsia; Jericó, na Palestina; Mersin, na Sicília; e Hassuna, na região da Assíria.
- Anoitecer do dia anterior a 23 de outubro de 4004 a.C. - criação do mundo, de acordo com James Ussher.[1][Nota 1]

## Invenções e descobertas
- O arroz é cultivado no Sudeste da Ásia. Posteriormente, é introduzido no Vale do Ganges e no restante da Ásia.
- A agricultura atinge a costa atlântica da Europa a partir do Antigo Oriente Médio.
- O milho é cultivado no México.
- Sistemas de escrita, como os ideogramas da Escrita Vinca e as Tábuas Tartaras.
- Aparecimento da metalurgia na Idade do Cobre na Europa.
- O arado é introduzido na Europa.
- Pregos de cobre datados de c. 4000 a.C. são encontrados no Egito.
- Búfalo-asiático é domesticado na China.
- Preparação da cerveja é desenvolvida.
- A roda surge na Mesopotâmia e na Índia.